# Ottomix
Ottomix, pseudonimo di Ottorino Menardi (Cortina D'Ampezzo, 29 ottobre 1963), è un disc jockey italiano.
Durante la sua carriera ha utilizzato vari nomi, tra cui Tina Cor, Joe Inferno, Anima Ladina, Frankie Morrell, Bassforce, Vitamin Pills, 8mix, Amok, Technicida, e Dragon Fly(3).
Ha fatto parte del gruppo musicale Black Machine.

## Biografia
Nato e cresciuto a Cortina d'Ampezzo, ottavo di nove fratelli, è qui che inizia la sua carriera musicale nel 1982 presso la discoteca Orange. Nel 1983 durante la registrazione del film dei fratelli Vanzina Vacanze Di Natale, incontra Gianni Visnadi con cui realizza Sahara Sand, il suo primo brano pubblicato da Discomagic (con l'apporto vocale di George Aaron).
All'epoca utilizzava un campionatore Ensoniq EPS, grazie al quale crea un groove particolare, che negli anni diventerà tipico del suo stile. Partendo da questa base crea una demo, con cui gira per mesi le case discografiche dell'epoca, senza successo. Con il produttore Mario Percali la traccia viene ultimata e portata all' attenzione della New Music che rimane entusiasta, tanto che con il titolare, Pippo Landro (Gens), crea la PLM: una nuova etichetta con cui nel 1991 pubblica il brano How Gee, dal marcato e inconfondibile stile funky, che sarà tormentone di quell'estate e il brano che fa conoscere Ottomix al grande pubblico. Per il brano il gruppo Black Machine crea l'album The Album. Da questo saranno estratti 4 singoli: How Gee, Movin', Jazz Machine, Funky Funky People. Jazz machine è stata scelta nella colonna sonora del film Dance with Me del 1998.
Love "N" Peace, secondo album, dove nel brano TELL ME troviamo l'apporto vocale di Glenn White.
Il rapporto discografico con la New Music prosegue con altri progetti e nello stesso periodo con i fratelli Gianni e Paolo Visnadi pubblica Technicida Vol. 1 e Technicida Vol. 2 per l'etichetta Flying Records. Con questa casa escono anche altri suoi prodotti e il primo singolo in cui utilizza lo pseudonimo Ottomix. Collaborando con Lino Lodi e Stefano Mango pubblica le due hit intitolate Elephant Paw e Jack' Y All sotto la label X-Energy. 
Durante il 1997 collabora con Pier Rossini e Paola Peroni pubblica Bacon Popper e Alex Castelli.
A partire dal 1999, con la casa discografica Saifam pubblica diverse produzioni su label KIK tra cui Raggasex, Ottomix Compilation e New Ethnic Electronic World.
L'incontro col DJ YANO apre un nuovo capitolo musicale che fa uscire un nuovo album dal titolo ALEGRIA seguito da FELICIDAD, e MIRACLE. In parallelo, prende vita un prog. chiamato OTTOMIX vs YANO dal timbro decisamente più eurodance che SAIFAM racchiude in doppi CD che raggiungono varie edizioni.
Nel 2015 lavora al quarto album di DJ YANO e dopo molti anni. A luglio 2016 scrive e produce Ragga Beatbox.
Giugno 2017 esce OTTOMIX THE RARITY COLLECTION un doppio CD da collezione. Tutti i suoi più grandi successi con l'aggiunta di alcuni inediti.
A dicembre 2021 How Gee viene incluso nella colonna sonora del film House of Gucci. 
Estate 2024 Yano Collection, 16 tracce in vinile 180 grammi

## Discografia

### Compilation
- 1999 – Ottomix Compilation (KIK)[4]
- 2000 – Ottomix Compilation Vol. 2 (KIK)[5]
- 2001 – Ottomix Compilation Vol. 3 (KIK)[6]
- 2002 – Ottomix Compilation Vol. 4 (KIK)[7]
- 2003 – Ottomix Compilation Vol. 5 (KIK)[8]
- 2004 - Ottomix Platinum Collection - (KIK)[9]
- 2017 - Ottomix The Rarity Collection - (KIK)[9]
- 2007 – New Ethnic Electronic World (KIK) - Con Yano[10]
- 2008 – New Ethnic Electronic World Vol. 2 (KIK) - Con Yano[11]
- 2009 – New Ethnic Electronic World Vol. 3 (KIK) - Con Yano[12]
- 2010 – New Ethnic Electronic World Vol. 4 (KIK) - Con Yano[13]
- 2011 – New Ethnic Electronic World Vol. 5 (KIK) - Con Yano[14]
- 2014 – New Ethnic Electronic World Vol. 6 (KIK) - Con Yano[15]
- 2017- Yano Music Machine Vol.1 (KIK) [15]
- 2018-Yano Music Machine Vol.2 (KIK) [15]
- 2019-Yano Music Machine Vol.3 (KIK) [15]
- 2021-Yano Music Machine Vol.4 (KIK) [15]
- 2024-Yano Collection  Vinile (Saifam) [16]